# Голяма фенероока риба
Големите фенерооки риби (Anomalops katoptron) са вид актиноптери от семейство Anomalopidae.
Те са незастрашен вид.
Таксонът е описан за пръв път от Питер Блекер през 1856 година.